# Dornier Do 17
El Dornier Do 17 era un avió de bombardeig mig fabricat per l'empresa de construccions aeronàutiques Dornier Flugzeugwerke durant l'època del Tercer Reich.

## Història
Com molts altres de l'època d'entre guerres, va néixer com a avió de passatgers, però ja es pensava en ell com a avió militar quasi des de bon començament, i com a tal, va ser experimentat durant la guerra civil, enquadrat en les forces revoltades de la Legió Còndor, i de l'Ejército del Aire com a banc de proves de la Segona Guerra Mundial on va rebre el nom de Bacalao.
Quan es comença a cercar informació sobre el model, es pot observar que ha sofert un desconeixement molt gran, i en alguna font es pot llegir que aquest model era el secret més ben guardat del govern alemany; això, afegit al mèrit d'haver estat el primer bombarder abatut a la batalla d'Anglaterra per un Hawker Hurricane de l'esquadró núm. 1, el 30 d'octubre de 1939, dona peu a aquest desconeixement.
A Claude Dornier se'l coneixia com el dissenyador d'hidroavions de més reputació, com el Dornier Do J, i a principi del 1933 va rebre la comanda de Lufthansa de crear un avió ràpid per a correu i 6 passatgers, per substituir els Junkers Ju 52; d'aquests requisits va sorgir el primer prototip Do 17V-1, que es va envolar per primer cop el 25 de novembre del 1934. A aquest prototip el van seguir dos aparells més per a la seva avaluació per Lufthansa, però van trobar l'acomodament del passatge massa estret, i van quedar arraconats en un hangar de Löwental fins que el famós pilot de proves i membre del Reichsluftfahrtministerium (RLM) Robert Untucht el va provar i va quedar entusiasmat amb les possibilitats com a bombarder Schnell (ràpid), que el feia fer-se fonedís davant els avions de caça enemics. Això va donar peu a la construcció de dos prototips més, però amb configuració de bombarder.
Es tractava d'un avió molt estilitzat, tant que de seguida el van batejar com a der fliegender Bleistift (el llapis volador, en alemany), de construcció "monocasc" totalment metàl·lic. L'ala a mitjana alçada "cantilever" amb els flaps i superfícies de control incorporades, suportava dues góndoles per uns motors BMW VI de 12 cilindres en V i refrigeració líquida de 600 CV que movien l'hèlix de 3 pales. L'empeanatge de cua estava format pels timons de profunditat en la part superior del fuselatge i un sol timó de direcció. El tren d'aterratge era retràctil i amb rodeta al final del fuselatge, les rodes davanteres es plegaven en les góndoles dels motors. En les primeres versions, darrere de la cabina de pilotatge hi havia lloc per a dos passatgers, i quatre més darrere les ales, amb una alçària màxima d'1,2 metres. En les versions militars ja s'utilitzava aquest espai pel compartiment de bombes i dipòsits de combustible autoobturant.
El prototip Do 17V-8 amb motors Daimler-Benz DB 600A de 12 cilindres en V refrigeració líquida i 1.000 CV va ser presentat a la Competició Internacional d'Avions Militars de Zúric, el juliol del 1937, on va guanyar tots els avions de caça en el circuit dels Alps i va aconseguir la velocitat de 425 km/h.

## Dades tècniques (Dornier Do 17F)
- Llargada : 16,25 metres.

- Amplada: 18 metres.

- Alçària: 4,32 metres.

Do 17Z-2

- Pes al buit: 4,500 kg., Pes a l'envol: 7.040 kg..

- Velocitat màxima: 355 km/h, Velocitat de creuer: 320 km/h.

- Sostre: 5.500 metres, Autonomia: 1.570 km.

- Tripulació: Pilot, Navegant, i fins a 3 artillers.

- Armament: 3 metralladores MG 15 de 7,69 m/m, en posicions dorsal, ventral i al costat dret del parabrises, i més de 500 kg. de bombes.[3]

## Teatre d'operacions

### Espanya
A la primavera del 1937 la Legió Còndor va incorporar 4 aparells, de la versió Do 17E-1, enquadrats a l'esquadrilla experimental Versuchsjagdgruppe 88, i va demostrar que podien fugir dels avions de caça per velocitat, tret d'avions com el Polikarpov I-16, amb 450 km/h de velocitat màxima.
Posteriorment, van arribar més avions del mateix model i del model Do 17F/P i es van incorporar el 1938 al Ejército del Aire, i es va crear el grup 8G-27, que va arribar a disposar de 16 aparells. Van intervenir sobretot en el bombardeig dels camps d'aviació republicans durant la batalla de Brunete. Sembla que en total hi intervingueren vora 30 aparells d'aquest model.
Al final de la guerra amb els aparells que restaven es va constituir el Regiment de Bombardeig núm. 15, 41 esquadrilles del Grup 44. Coneguts com a "Bacalaos" amb denominació DR.3, van restar operatius fins al 1952, data en la qual van ser donats de baixa.

### Alemanya
L'aparell va entrar en servei a la Luftwaffe l'estiu del 1937, i els primers grups a ser equipats amb aquest avió van ser el Kampfgeschwader 153 (KG 153) i el KG 155. El ministeri de l'aire alemany (RLM) va encarregar unes noves prestacions, com una capacitat de càrrega de bombes i de combustible més grans, i la possibilitat de bombardeig en picat. Es van fer proves amb frens aeronàutics que no van ser propícies i al final es va rebutjar el sistema el 1941.
Al començament de la Segona Guerra Mundial es disposava, entre bombarders i de reconeixement, de 535 avions d'aquest model que van participar en la invasió de Polònia i després en la d'Països Baixos i França, és a dir durant la Blitzkrieg.
Al començament de la batalla d'Anglaterra, la Luftwaffe disposava de 370 avions del model Do 17, més alguns de la versió Do 217, on va quedar palesa la vulnerabilitat dels bombarders davant de la nova aviació de caça. Malgrat tot, aquest model va continuar evolucionant, fins i tot com a caça de nit, i va demostrar que era un dels avions més versàtils de què disposava la Luftwaffe.

### Altres teatres d'operacions
- Bulgària: Les Forces Aèries Búlgares van rebre 11 aparells el 1940 dels models Do 17M/P, i 11 més de procedència Iugoslava del model Do 17K el 1941. Posteriorment, el 1942 van rebre 6 aparells més del model Do 17M el 1943, que van restar en servei fins al 1945.

- Croàcia: Zrakoplovstvo Nezavisne Države Hrvatske (Forces Aèries Croates) van obtenir 15 aparells del model Do 17Z el 1941, 11 aparells procedents de Iugoslàvia Do 17K, i entre 30 i 36 del model Do 17E el 1942.

- Estats Units: United States Army Air Forces, va operar amb un aparell Do 17E-1 número de fabricació Nr 2095, anomenat Axis Sally, que va ser enviat als Estats Units acabada la guerra per la seva avaluació.

- Finlàndia: Les Flygvapnet (Forces Aèries Fineses) van rebre el 1942 15 exemplars, que van operar en el 46 esquadró.

- Hongria: La Magyar Légierö un aparell procedent de Iugoslàvia del model Do 17K.

- Itàlia: La Regia Aeronautica posseïa un exemplar procedent d'una avaluació al Centro Sperimentale de Guidonia Montecelio.

- Iugoslàvia: El govern iugoslau va fer una comanda de 36 aparells el juny del 1936 del model Do 17E, i seguidament va fer unes negociacions per obtenir la llicència de fabricació, que van finalitzar el 27 de juny del 1938. Com a resultat d'això es van fabricar 70 aparells del model Do 17K, equipats la majoria amb motors Gnome-Rône Mistral Major de 14 cilindres en estrella i 870 CV, els quals permetien arribar a 420 km/h a 3.850 metres. Les Jugoslovensko Kraljevsko Ratno Vazduhoplovstvo, disposaven de 60 aparells distribuïts en tres grups de bombardeig. La majoria van ser destruïts en terra durant la invasió alemanya, però 2 aparells van servir per transportar el rei Petar II i l'or de l'estat a Eritrea (Egipte).

- Regne Unit: Els dos aparells fugits de Iugoslàvia, van ser enquadrats dins de la RAF, i van ser destruïts en un atac a l'aeroport el 27 d'agost del 1941.

- Suïssa Les Forces Aériennes Suisses van rebre un aparell que va aterrar per error l'abril del 1940.

## Models
Models del Dornier Do 17
- Do 17V-1

Primer prototip versió civil amb timó de direcció únic i motors BMW VI 7,3 de 12 cilindres en V de refrigeració líquida i 750 CV. Va envolar-se el 23 de novembre de 1934. Va sofrir diversos accidents durant les proves de vol en aterrar, i es va substituir el timó únic pel doble per continuar els assajos. Va ser definitivament destruït en un accident en fallar un motor el 21 de desembre de 1935.
- Do 17V-2 / V-3

Segon i tercer prototip, de versió civil, amb timó de direcció doble i motors BMW VI 6,3 de la mateixa construcció que els anteriors però amb compressió més baixa així com la potència. Van ser entregats per avaluació de Lufthansa el 1935, i rebutjats perquè la cabina dels passatgers no era còmoda i com a avió postal era molt car de mantenir.
- Do 17V-4 - V-7

Prototips, de la versió militar, usats per a la seva avaluació, equipats ja amb compartiments de bombes.
- Do 17E-1

Primera sèrie de bombarders, equipats ja amb metralladores defensives i motors BMW VI 7,3, basats en els prototips anteriors. Alguns d'ells van acabar a Espanya.
- Do 17F-1

Primera sèrie d'aparells d'observació com els anteriors, però en lloc de bombes portaven càmeres i dipòsits més grans. Alguns d'ells van acabar a Espanya.
- Do 17L

Prototips com un avió de senyalitzar blancs. Dos aparells.
- Do 17V-8

Prototip de la versió M equipat amb motors Daimler-Benz DB 600A de 12 cilindres en V i 1.000 CV. Va ser presentat a Zúric, i provat pels pilots iugoslaus, sent causa de comandes.
- Do 17K

Versions d'exportació i fabricació per Iugoslàvia, equipats amb motors Gnome-Rône Mistral Major de 14 cilindres en estrella i 870 CV.
- Do 17M-1

Sèrie de bombarders equipats amb motors Siemens Bramo 323A-1 de 9 cilindres en estrella refrigeració per aire i 900 CV, compartiment de bombes més llarg i una altra metralladora defensiva.
- Do 17P-1

Versió de reconeixement amb motors BMW 132N de 9 cilindres en estrella refrigeració per aire i 890 CV, alguns foren enviats a Espanya.
- Do 17V-9

Prototip amb morro curt i amb vidriera, serveix per a les sèries posteriors.
- Do 17S-0

Versió de reconeixement amb 5 tripulants i motors Daimler-Benz DB 600G de 12 cilindres en V i uns 1.100 CV. Amb la nova cabina, el morro de vidriera es millora l'actuació defensiva permetent més mobilitat de les metralladores.
- Do 17U-1

12 unitats per senyalitzar blancs, amb 5 tripulants i motors Daimler-Benz DB 600A.
- Do 17Z-1

Versió bàsica de sèrie de major producció equipada amb motors Siemens Bramo 323 "Fafnir" de 9 cilindres en estrella d'uns 900 CV.
- Do 17Z-2 / Z-5

Diferents versions que difereixen en diferents motoritzacions cada vegada més potents i amb possibilitat de volar més alt amb incorporació d'oxigen per a la tripulació. S'acaba la producció del model 17 el 1940.
- Do 17Z-6 ”Kauz”

Versió de caça nocturn amb morro d'un Junkers Ju 88C-2 que disposava d'un canó MG FF de 20 m/m i 3 metralladores MG 17 de 7,92 m/m.
- Do 17 Z-10 ”Kauz II”

Versió definitiva de caça nocturn, amb el morro modificat per encabir 2 canons MG FF i 4 metralladores MG 17, a més estava equipat amb el primer FLIR (Sistema d'infraroig d'escombratge frontal) del món. Amb aquest avió el tinent Becker, el 18 d'octubre del 1940, va obtenir la primera victòria en abatre un Vickers Wellington a la vertical de Zuyderzee (Països Baixos). A finals del 1940, va començar a ser substituït pel nou model Do 215B.
- Do 215

Versió del Do 17 de demostració equipada amb el més potent Daimler-Benz DB 601A de 1.100 CV.
- Do 215A-1

Sèrie de 101 aparells per vendre'n alguns a Suècia, però com que no es va poder concretar l'operació, se'ls va quedar la Luftwaffe. Es van convertir 12 aparells a la versió Do 215B-5.
- Do 215B-2

2 avions per la Unió Soviètica per avaluació.
- Do 215B-4

Versió amb adaptacions de càmeres per la Luftwaffe.
- Do 215B-5

Versió de caça nocturn amb morro equipat amb 2 canons MG FF i 4 metralladores MG 17, i radar Liechtenstein. Altra vegada, el tinent Becker va ser el primer a apuntar-se una victòria el 9 d'agost del 1941, seguida d'algunes més, convertint-se en el primer "As" de la caça nocturna.

## Aparells conservats
No hi ha aparells exposats a cap museu, però durant la investigació s'ha constatat que hi ha nombroses restes escampades arreu del territori; la notícia més encoratjadora sembla la trobada el setembre del 2007 d'unes restes en bon estat enfonsades a la zona de davant de Zuyderzee (Països Baixos) d'un Do 215B-5.